# Hemiloryma deserticola
Hemiloryma deserticola är en insektsart som beskrevs av Brown, H.D. 1973. Hemiloryma deserticola ingår i släktet Hemiloryma och familjen gräshoppor. Inga underarter finns listade i Catalogue of Life.